# Kościół San Ginés
Kościół San Ginés (Kościół pw. Świętego Genesiusa) – świątynia pod wezwaniem świętego Genesiusa z Arles, jeden z najstarszych kościołów katolickich w Madrycie.

## Historia
Pierwsze wzmianki o kościele sięgają IX wieku. Świątynia została wybudowana w stylu Mudéjar. W 1645 roku po kolejnym pożarze został ponownie odbudowany w stylu neoklasycznym na planie krzyża, z nawą główną, z dwiema nawami rozdzielonymi półokrągłymi łukami i z kilkoma bocznymi kaplicami. Ze starego kościoła pozostała jedynie dzwonnica. W 1870 roku dodano loggia i atrium z widokiem na Calle Arenal. W kaplicach znajdują się obrazy m.in. Alonso Cano, Luca Giordano i El Greca.